# Parus (satélite)
Parus (código GRAU: 11F627), em russo Парус que significa "Vela", é a designação de uma série de satélites de comunicação para uso militar e civil, lançados pela União Soviética, depois Rússia. 
Também conhecido como Tsiklon-B ou Cicada-M, eles são usados para constituir uma constelação de satélites de comunicação e navegação. Em 2010, 99 satélites Parus haviam sido lançados, começando com o Kosmos 700 em 1974. Todos os lançamentos fizeram uso de foguetes Kosmos-3M, a partir do Cosmódromo de Plesetsk.
Os satélites Parus são produzidos pela ISS Reshetnev (antiga NPO PM), baseado na plataforma KAUR-1. Eles tem massa de cerca de 825 kg, e uma vida útil projetada entre 18 e 24 meses. Os satélites operam em órbita terrestre baixa, com perigeu de 950 km, e apogeu de 1005 km e 82,9° de inclinação. Eles são operados pela Força Espacial Russa, e usados principalmente para navegação, comunicação e retransmissão de dados de outros satélites. Acredita-se que algumas das funções de navegação foram assumidas pelos satélites do sistema GLONASS.